# Dopisy z Pegasu
Dopisy z Pegasu (v anglickém originále Letters from Pegasus) je 17. epizoda I. série sci-fi seriálu Hvězdná brána: Atlantida.

## Obsah epizody
K Atlantidě se blíží tři wraithtské úly. Doktor Zelenka zjišťuje, že musí pravidelně opouštět hyperprostor, aby doplnily zásoby.
Na jedno z těchto míst se vydá Sheppard s Teylou v jumperu, aby zjistili bližší informace. Poblíž místa vynoření se nachází planeta, na které žijí Teylyni přátelé. Přeje si je varovat, rodině dobrého přítele Orina slíbí, že se (v případě útoku) pro ně vrátí.
Mezitím na Atlantidě doktor McKay pracuje na odeslání dat na Zemi. Mohou otevřít bránu na 2,4 sekundy, což by nestačilo na přepravu člověka, nicméně je možno odeslat velké množství zkomprimovaných dat. Kromě veškerých informací o Atlantidě a Wraithech mohou být zaslány i soukromé zprávy. A tak se poručík Ford pouští do natáčení osobních vzkazů. Každý svou zprávu pojme jinak: doktor Beckett jako lékařské doporučení rodině, McKay jako prezentaci svých postřehů lidstvu (a krátký pozdrav sestře), doktorka Weirová k dojemnému oznámení rodinám zesnulých členů, doktor Kavanoo si stěžuje na vedení expedice.
Sheppard s Teylou čekají na Wraithy. Objeví se jich mnohem více, než předpokládali. Kolem každého úlu je připraveno několik křižníků a stovky šipek. Míří rovnou k planetě s Teylynými přáteli. Sheppard upřednostňuje předání strategických informací na Atlantidu před nejistou záchranou několika lidí, mezi ním a Teylou dojde k menšímu konfliktu, nakonec však poberou tolik uprchlíků, kolik mohou a vracejí se na Atlantidu.
McKay odesílá zprávu a na SGC ji přijímá plukovník Samantha Carterová.

## Zajímavosti
Doktor Zelenka ve svém vzkazu na Zemi popisuje v češtině vynoření Atlantidy. (V anglické verzi je monolog překládán titulky.)